# 라브당긴 다바달라이
라브당긴 다바달라이(몽골어: Равдангийн Даваадалай, 1954년 3월 20일~)는 몽골의 전직 유도 선수이다. 1980년 하계 올림픽에서 남자 유도 라이트급 동메달을 획득했다.

## 경력
1954년 허브드주 다르비에서 태어났다.
1980년 소련 모스크바에서 열린 1980년 하계 올림픽에 참가하여 라이트급 종목 동메달을 획득했다. 이듬해인 1981년 9월에는 네덜란드 마스트리흐트에서 열린 1981년 세계 선수권 대회에 참가했으며 라이트급 5위에 올랐다.